# 170009 Subbarao
170009 Subbarao este un asteroid din centura principală de asteroizi.

## Descriere
170009 Subbarao este un asteroid din centura principală de asteroizi. A fost descoperit pe 5 octombrie 2002 la Apache Point Observatory în cadrul programului Sloan Digital Sky Survey. Asteroidul prezintă o orbită caracterizată de o semiaxă mare de 2,86 ua, o excentricitate de 0,09 și o înclinație de 9,7° în raport cu ecliptica.